# Université nationale des sciences, technologies, ingénierie et mathématiques
L'Université Nationale des Sciences, Technologies, Ingénierie et Mathématiques (UNSTIM), est une université publique béninoise créée en 2016 placée sous la tutelle du Ministère chargé de l'Enseignement supérieur, c'est un établissement public d'enseignement supérieur disposant de la personnalité morale, juridique et de l'autonomie administrative et financière,.

## Historique
En 2016, le gouvernement du Bénin décide de créer quatre universités nationales pour désengorger celles existantes et lancer des filières professionnelles conformément au décret n° 2016-638 du 13 octobre 2016 portant création de quatre universités nationales en République du Bénin. C'est ainsi que l'UNSTIM rejoint l'Université d'Abomey-Calavi(UAC) et l'Université de Parakou qui sont les deux premières universités publiques béninoises à l’époque. À cette liste s'ajoute l’Université Nationale d’Agriculture (UNA).

## Formation
L’UNSTIM est un établissement public d'enseignement supérieur au Bénin qui forme en Sciences, Technologies, Ingénierie et Mathématiques Appliquées. Conformément à la réglementation en vigueur, l'UNSTIM permet d'obtenir les grades et diplômes de l'enseignement supérieur notamment, le Diplôme d’Études Universitaires Préparatoires aux Études d'ingénieur, la Licence Professionnelle, le Diplôme d’ingénieur de conception, le Master en sciences Appliquées, le Master en Ingénierie, le Doctorat en sciences Appliquées et le Doctorat Ph.D,.

## Centres universitaires
L'Université Nationale des Sciences, Technologies, Ingénierie et Mathématiques dispose de quatre centre universitaires implantés dans les communes d'Abomey, Natitingou, Dassa-Zoumé et Lokossa. Ces centres qui composent l'UNSTIM se répartissent suivant différentes filières et lieux d'implantation,,.

### Centre Universitaire d'Abomey
- Institut National Supérieur des classes préparatoires aux Études d'Ingénieur (INSPEI)
- École Nationale Supérieure des Travaux Publics  qui est une école spécialisée dans le domaine des travaux publics
- École Nationale Supérieure de Génie Mathématique et Modélisation (ENSGMM)
- École Nationale Supérieure de Génie Énergétique et des Procédés (ENSGEP)

### Centre Universitaire de Natitingou
- École Normale Supérieure (ENS)
- Faculté des Sciences et Technique (FAST)

### Centre Universitaire de Lokossa
- Institut National Supérieur des Technologies Industrielles (INSTI)
- École Normale Supérieure de l'Enseignement Technique (ENSET)

### Centre Universitaire de Dassa-Zoumé
- École Nationale Supérieure des Biosciences et Biotechnologies Appliquées (ENSBBA)

## Admission
L'UNSTIM est ouverte, sans condition de nationalité, de race, de sexe, de religion ou d'origine sociale à toute personne justifiant des titres requis pour y accéder, notamment le baccalauréat de l'enseignement du second degré ou un titre reconnu équivalent.

## Organisation
L'Université Nationale des Sciences, Technologies, Ingénierie et Mathématiques à sa tête un recteur, un vice-recteur, un secrétaire général. Le professeur Edmond Codjo ADJOVI est l'actuel recteur de l'UNSTIM.